# Angelo Badalamenti
Angelo Badalamenti (Brooklyn, 1937. március 22. – 2022. december 11.) Grammy-díjas amerikai zeneszerző.
Olasz nemzetiségű családba született Brooklynban. Apja halkereskedő volt. Gyermekkorában a dzsessz és az opera vonzotta. Andy Badale álnéven írta zsengéit. Hamarosan a filmzene felé fordult.
A David Lynch-el való alkotói találkozás tette Badalamentit ismertté: a Kék bársony (1986) után a Veszett a világ (1990), majd a Twin Peaks következett. A visszafojtott indulatokkal és fura, nyomasztó különcségekkel terhelt kisváros aprólékos részletességgel ábrázolt mindennapjait a szüntelenül szóló zene színezi igazán rejtélyessé.
A filmzenék mellett popzenei szerzeményei is vannak, Barry Adamson, Jocelyn West, Tim Booth, Marianne Faithfull számára is írt dalokat.
Továbbá még szerepelt is David Lynch filmekben: egy zongoristát játszott a Kék bársonyban, és gengszter volt a Mulholland Drive-ban.
Kétszer jelölték Golden Globe-díjra.

## Filmzenéi
- Sztálingrád (2013)
- A búcsúkoncert (2012)
- Tartozol a haláloddal (2009)
- A Szem (2008)
- A szerelem határai (2008)
- Inland Empire (2006)
- Rejtélyek szigete (2006)
- Fekete víz (2005)
- Ördögűző: Dominium (2005)
- Evilenko (2004)
- Hosszú jegyesség (2004)
- Napola – A Führer elit csapata (2004)
- A verhetetlen (2003) (tévéfilm)
- Az ellenálló (2003)
- Son frere (2003)
- Veszedelmes viszonyok (2003) (tévéfilm)
- A szexfüggő (2002)
- A titkárnő (2002)
- Álomvilág (2002) (tévéfilm)
- Kabinláz (2002)
- L' Adversaire (2002)
- Mulholland Drive – A sötétség útja (2001)
- Ez a szerelem (2001)
- Julie Johnson (2001)
- A part (2000)
- A szomszéd (1999)
- Holtodiglan (1999)
- The Straight Story – Igaz történet (1999)
- Szentek és álszentek (1999)
- Az utolsó keresztapa (1997) (tévéfilm)
- Lost Highway – Útvesztőben (1997)
- The Blood Oranges (1997)
- Elveszett gyerekek városa (1995)
- Witch Hunt (1994) (tévéfilm)
- Naked in New York (1993)
- Twin Peaks – Tűz, jöjj velem! (1992)
- On the Air (1992) (tévéfilm)
- Idegenek Velencében (1990)
- Twin Peaks (1990) (tévésorozat)
- Veszett a világ (1990)
- Karácsonyi vakáció (1989)
- Unokatestvérek (1989)
- Wait Until Spring, Bandini (1989)
- Kemény fiúk tánca (1987)
- Rémálom az Elm utcában 3.: Álomharcosok (1987)
- Kék bársony (1986)